# Barilius infrafasciatus
Barilius infrafasciatus és una espècie de peix cipriniforme de la família dels ciprínids que es troba al nord de Tailàndia.